# Alexander the Great
Alexander the Great (bra Alexandre Magno) é um filme estadunidense de 1956, dos gêneros drama histórico-biográfico e guerra, escrito e dirigido por Robert Rossen e estrelado por Richard Burton, com roteiro baseado na trajetória de Alexandre.

## Sinopse
O filme conta a história de Alexandre, que sucedeu a seu pai Filipe 2.º da Macedônia em 336 a.C. e durante seu curto reinado conquistou todo o Império Aquemênida.

## Elenco
- Richard Burton ...  Alexandre, o Grande
- Fredric March ...  Filipe 2.º da Macedônia
- Claire Bloom ...  Barsina
- Danielle Darrieux ...  Olímpia
- Barry Jones ...  Aristóteles
- Harry Andrews ...  Dario III
- Stanley Baker ...  Átalo
- Niall MacGinnis ...  Parmênio
- Peter Cushing ...  Memnon de Rodes
- Michael Hordern ...  Demóstenes
- Marisa de Leza ...  Eurídice
- Gustavo Rojo ...  Cleito
- Rubén Rojo ...  Filotas
- Peter Wyngarde ...  Pausânias
- Teresa del Río ...  Roxana
- Virgílio Teixeira ... Ptolomeu 1.º

## Produção
O filme foi gravado em CinemaScope na Espanha, especialmente em Madrid e Málaga. Foram oito meses de filmagens, com orçamento em torno de $2 milhões de dólares. O príncipe Pedro da Grécia foi consultor técnico do filme.[carece de fontes?]